# José Luis Mendoza Corzo
José Luis Mendoza Corzo (* 4. Januar 1960 in Cristóbal Obregón) ist Weihbischof in Tuxtla Gutiérrez.

## Leben
Der Bischof von Tuxtla Gutiérrez, Puebla, José Trinidad Sepúlveda Ruiz-Velasco, weihte ihn am 7. Februar 1988 zum Priester. Papst Benedikt XVI. ernannte ihn am 23. März 2007 zum Titularbischof von Lamiggiga und Weihbischof in Tuxtla Gutiérrez. 
Der Erzbischof von Tuxtla Gutiérrez, Rogelio Cabrera López, spendete ihm am 8. Mai desselben Jahres die Bischofsweihe; Mitkonsekratoren waren José Trinidad Sepúlveda Ruiz-Velasco, Altbischof von San Juan de los Lagos, und Felipe Aguirre Franco, Erzbischof von Acapulco. 